# 城堡岩 (愛丁堡)
城堡岩（Castle Rock）是英國愛丁堡的愛丁堡城堡所坐落的粗玄岩岩石。据估计，它是在三亿五千万年前的石炭紀早期出現的一個火山管的殘餘。 其海拔約130（430英尺），南北西部都是懸崖，整體高於周圍地表80（260英尺）。 良好的戰略位置是建造愛丁堡城堡時的主要考量之一，不過因為沒有充足的蓄水層而使得供水困難。